# Etchegoyen (Buenos Aires)
Etchegoyen es una localidad del partido de Exaltación de la Cruz, provincia de Buenos Aires, Argentina. Es un paraje rural que vivió su época de gloria gracias al paso del ferrocarril.

## Historia
Según comentarios de la gente del lugar, Etchegoyen fue fundado en 1887, con la inauguración de la Pulpería que en esa época funcionaba como almacén de ramos generales.  Allí además de conseguir provisiones, se podía jugar al truco y otros juegos de mesa.
En el año 1942, procedente de San Andrés de Giles, llegó don Alberto Crosatto quien se desempeñó como auxiliar de la estación de ferrocarril de Etchegoyen.  En esa época la estación también era a su vez estafeta postal del correo.  Por esta estación pasaban diariamente siete formaciones ferroviarias, cuatro con pasajeros que cumplía el trayecto F. Lacroze - Rojas, las restantes eran con máquina a vapor y se lo conocía como el "tren lechero".  Eran vagones destinados a carga, encomienda y algunos pasajeros. La estación Etchegoyen formaba parte del ramal del Ferrocarril Urquiza que iba desde Federico Lacroze a San Andrés de Giles
La pulpería era originariamente de un tal Don Vivado y Crossato se hizo cargo de la misma luego de casarse con doña Maria Elena Nacello, hija de la directora de la escuela del pueblo. Siguió manteniendo su empleo en el ferrocarril, hasta que se produjo el cierre del ramal.
Actualmente Etchegoyen es la sombra de lo que fue ya que al sufrir el cierre del ramal ferroviario, la gente joven emigra y la industria tambera se desarticula.
Se compone de un pequeño caserío, el viejo almacén de Crosatto, la escuela y la abandonada estación del Ferrocarril que lleva su nombre. 
Como dato de interés, cerca de este lugar, se encuentra El Paraiso Polo fundado en 1989 por Horacio Heguy,  con el destino de cría y entrenamiento de caballos de polo, actualmente es una pequeña estancia donde existe un hotel y escuela de polo, y el Haras El Dok, creado a principios de 1998, donde se crían caballos árabes y que ha obtenido importantes premios locales e internacionales.

En las cercanías también encontramos la Estancia La Mimosa, perteneciente a la familia Goyenechea.
Los orígenes de La Mimosa comienzan cuando en 1869 el emigrante vasco Ángel Vélaz compró 1000 has. a una antigua familia de tiempos coloniales y estableció una pulpería de campaña donde se reunían los pocos moradores de la zona para sobrellevar el desierto, la distancia y el silencio. Por allí, también pasaban las carretas que venían por el Camino Real trayendo frutos del país y la correspondencia, atravesando la pampa infinita, en tiempos en los que no había alambrados, ni arboledas, ni molinos ni trenes. 
Esta Pulpería, denominada “La Esquina de Vélaz”, congregaba los días domingo a los inmigrantes recién llegados de Europa y a los gauchos que, bajo los efectos del alcohol y del centelleo de los facones, obligaban a protegerse al pulpero detrás del hierro de las rejas.
Por el Camino Real –denominado así por la autorización del monarca español- que venía de San Antonio de Areco a Pilar, pasó Camila O´ Gorman en su marcha hacia el fusilamiento y, también lo hizo Don Segundo Ramírez (figura idealizada por Ricardo Güiraldes en su obra “Don Segundo Sombra”) arreando tropas de ganado hacia Buenos Aires. En 1871 esta misma casa albergó durante tres meses a toda la familia y moradores de la zona, cuando la terrible epidemia de fiebre amarilla azotó a nuestra capital.
Una de las hijas de Velaz se casó con un Goyenechea cuyos descendientes son los actuales propietarios.
Actualmente se realizan días de campo con fiesta gaucha.